# کارولین جونز
کارولین جونز (انگلیسی: Carolyn Jones; ۲۸ آوریل ۱۹۳۰ – ۳ اوت ۱۹۸۳) یک هنرپیشه اهل ایالات متحده آمریکا بود.

## بخشی از فیلمشناسی
از فیلم‌ها یا برنامه‌های تلویزیونی که وی در آن نقش داشته‌است می‌توان به آثار زیر اشاره کرد.
- توری نیمه‌شب (۱۹۸۱)
- الری کوئین (۱۹۷۶)
- ریشه‌ها (مجموعه تلویزیونی) (۱۹۷۷)
- آیرونساید (مجموعه تلویزیونی) (۱۹۷۴)
- فیلم‌های جدید اسکوبی دو (۱۹۷۲)
- ویرجینیایی (۱۹۷۱)
- بتمن (مجموعه تلویزیونی) (۱۹۶۶–۱۹۶۷)
- دکتر کیلدر (۱۹۶۲)
- خانواده آدامز (۱۹۶۴–۱۹۶۶)
- آلفرد هیچکاک تقدیم می‌کند (۱۹۵۵)
- قصر یخی (۱۹۶۰)
- سابقه (۱۹۵۹)
- دزیره (۱۹۵۴)
- خانه مومی (۱۹۵۳)
- جنگ دنیاها (۱۹۵۳)
- خارش هفت‌ساله (۱۹۵۵)
- شاه کروئل (۱۹۵۸)
- چگونه غرب تسخیر شد (۱۹۶۲)
- جنس مخالف (۱۹۵۶)
- آخرین قطار گان هیل (۱۹۵۹)
- هجوم ربایندگان جسم (۱۹۵۶)
- مردی که زیاد می‌دانست (۱۹۵۶)
- تعقیب بزرگ (۱۹۵۳)